# 八代市立二見中学校
八代市立二見中学校（やつしろしりつ ふたみちゅうがっこう）は、熊本県八代市二見本町にある公立の中学校。

## 概要
歴史
1947年（昭和22年）の学制改革で新制中学校として創立。現校名となったのは1957年（昭和32年）。2022年（令和4年）に創立75周年を迎えた。
校訓
「温情・活力・知性」
校章
中央に「中」の文字を配している。
校歌
1969年（昭和44年）に制定。作詞は武藤光磨、作曲は江崎三次による。歌詞は3番まであり、各番の歌詞中に校名の「二見中学校」が登場する。
通学区域
八代市のうち「二見洲口町、二見本町、二見赤松町、二見下大野町、二見野田崎町」。
小学校区は八代市立二見小学校。

## 沿革
- 1947年（昭和22年）- 学制改革が行われる（六・三制の実施）。
  - 4月1日 - 国民学校の初等科は、新制小学校「二見村立二見小学校」に改組・改称。
  - 4月22日 - 国民学校の高等科は青年学校普通科とともに、新制中学校「二見村立二見中学校」に改組・改称。初代校長に田川征夫が着任。当初、二見小学校の校舎を借用（併設）。
- 1951年（昭和26年）10月 - 尾崎台上に木造新校舎が完成し、移転を完了。
- 1957年（昭和32年）1月1日 - 八代市との合併により、「八代市立二見中学校」（現校名）に改称。
- 1962年（昭和37年）3月 - 4教室を増築。
- 1963年（昭和38年）
  - 4月 - 技術科教室が完成。
  - 10月 - 校旗を制定。
- 1966年（昭和41年）9月 - 運動場を拡張。
- 1969年（昭和44年）4月 - 理科室が完成。校歌を制定。
- 1970年（昭和45年）4月 - 体育館が完成。
- 1971年（昭和46年）12月 - 火災により、第一校舎・第二校舎等を焼失。
- 1972年（昭和47年）10月 - 新校舎が完成（復旧）。
- 1981年（昭和56年）5月 - 特別教室棟が完成。プールが完成。
- 1986年（昭和61年）3月 - 八代市南部学校給食センターの完成により、センター方式の完全給食を開始。
- 1992年（平成4年）4月 - 特殊学級を設置。
- 1997年（平成9年）11月 - 創立50周年記念事業・文化祭を開催。
- 2009年（平成21年）5月 - 第1回二見小中学校合同運動会を開催。

## 交通アクセス
最寄りの鉄道駅
- 肥薩おれんじ鉄道線 「肥後二見駅」

最寄りのバス停留所
- 九州産交バス・八代市乗合タクシー「君ヶ淵」・「下里（君ヶ淵）」停留所

最寄りの幹線道路
- 国道3号

## 周辺
- 二見コミュニティセンター
- 二見郵便局
- 八代市立二見小学校
- 下大野神社